# یواس‌اس مکدوناگ (دی‌دی-۳۵۱)
یواس‌اس مکدوناگ (دی‌دی-۳۵۱) (به انگلیسی: USS Macdonough (DD-351)) یک کشتی بود که طول آن ۳۴۱ فوت ۴ اینچ (۱۰۴٫۰۴ متر) بود. این کشتی در سال ۱۹۳۴ ساخته شد.